# Élections générales sud-africaines de 1981
Les élections générales sud-africaines du 29 avril 1981 ont été marquées par la 9e victoire consécutive du Parti national et la première victoire de Pieter Willem Botha en tant que Premier ministre d'Afrique du Sud. 
Il s'agit de la quatrième et dernière élection à la chambre de l'assemblée de 177 membres où la totalité des électeurs et des élus du parlement sont issus de la population blanche d'Afrique du Sud.

## Mode de scrutin
En application du South Africa Act modifié et de la Constitution sud-africaine de 1961, seuls les citoyens blancs d'Afrique du Sud, âgés de plus de 18 ans, sain d'esprit, résidant dans l'une des circonscriptions électorales ou qui a gardé son domicile, émargent sur les listes électorales. A contrario est privé de ses droits civiques celui qui a été reconnu coupable de trahison (après 1950), de meurtre, de corruption, de pratiques illégales aux termes de la Loi électorale, d'activités pro-communistes ou terroristes ou de tout autre délit ayant entraîné une peine de prison qu'elle n'a pas fini de purger. En outre, plus aucune population de la communauté coloured ne participe à ces élections depuis la création du conseil représentatif des personnes de couleurs (1969-1970). 
Depuis le 1er janvier 1981, à la suite de la suppression du Sénat (dont les membres était élus par les assemblées provinciales), le parlement de l'Afrique du Sud est monocaméral. La chambre de l'assemblée est composée de 177 membres dont 165 sont élus par circonscriptions dans le cadre du scrutin uninominal majoritaire à un tour. Sur les 12 membres non élus de la chambre, quatre sont nommés par le président de la république (un par province) et 8 élus par les 165 autres membres du parlement sur le principe de la représentation proportionnelle et du vote unique transférable.
Sont inéligibles les faillis non réhabilités, les personnes reconnues aliénées mentales par un tribunal compétent, certains fonctionnaires ou personnes rémunérées sur les fonds publics et celles qui ont été condamnées à une peine de prison d'au moins 12 mois. Par ailleurs, toute candidature doit être proposée par deux électeurs de la circonscription concernée. Les candidatures de personnes représentant un parti politique ne sont acceptées que si celui-ci s'est dûment inscrit auprès du responsable électoral et si ce parti bénéficie du soutien d'au moins 50 électeurs et a déposé une caution de 500 rands. Les candidats de partis politiques non encore représentés au Parlement ou les candidats indépendants doivent être parrainés par au moins 300 électeurs. Toutes les candidatures doivent être présentées 21 jours au moins et 28 jours au plus après l'annonce d'élections générales.
| Provinces        | Province du Cap | Natal | État libre d'Orange | Transvaal | Total |
| ---------------- | --------------- | ----- | ------------------- | --------- | ----- |
| Nombre de sièges | 55              | 20    | 14                  | 76        | 165   |

## Contexte électoral

L'emblème du Parti national dans les années 1980.

Ces nouvelles élections à l'Assemblée, mais aussi aux conseils provinciaux, interviennent 18 mois avant le terme de la 18e législature. Elles sont annoncées le 28 janvier 1981 par le Premier ministre Pieter Willem Botha qui prétexte le fait d'un nombre élevé de sièges vacants au parlement (17) et dans les conseils provinciaux (13) et d'autant d'élections partielles à organiser. Pour les observateurs politiques, il s'agit pour Pieter Botha, entré en fonction au cours de la législature (9 octobre 1978), de gagner une élection générale sous son nom, d'affirmer sa légitimité au sein de l'électorat blanc et de recevoir un mandat de ces derniers pour mener sa politique réformiste impliquant des réformes constitutionnelles d'envergure et la poursuite de l'assouplissement des lois de l'apartheid derrière le thème de la «sécurité et du progrès». Il s'agit également pour Botha de s'imposer face à la branche conservatrice (verkramptes) du Parti national mené par Andries Treurnicht et face au Parti national reconstitué, en pleine ascension dans les intentions de vote. Le thème de la campagne électorale du Parti national est la sécurité et le progrès.
Le Parti progressiste fédéral est lui aussi en phase ascendante et récupère une grande partie des anciens électeurs modérés du Parti uni tandis que le Nouveau Parti républicain, principalement représenté au Natal, tente de maintenir l'existence d'un parti centriste sur la scène parlementaire nationale. 
Sur le plan intérieur, l'Afrique du Sud a renforcé ses programmes d'armements et de développement des énergies de substitutions visant à l'autarcie et a procédé à son premier essai nucléaire dans le désert du Kalahari en 1979. Botha a ainsi développé le concept de total strategy couvrant tous les domaines aussi bien politique, économique, culturel, militaire et sécuritaire. Parallèlement, dans une série de discours, il annonce sa volonté d'engager le pays sur une voie réformiste qui laisserait de côté la division raciale de l'apartheid et résume ses intentions par l'expression « s'adapter ou mourir »,.
Sur le plan international, l'Afrique du Sud a perdu son glacis protecteur à la suite de l'indépendance du Zimbabwe le 18 avril 1980. Il ne lui reste plus que sa colonie du Sud-Ouest africain et peut encore compter sur la relative neutralité des états qui lui sont économiquement liés (Botswana, Lesotho, Swaziland).

## Résultats
Le Parti national est reconduit avec une majorité absolue réduite de trois sièges (131 sièges sur 165). Le Parti fédéral progressiste se renforce significativement en voix et en sièges. A contrario, si le Parti national reconstitué effectue une spectaculaire percée électorale (progression de plus de 10 % des voix pour atteindre 14 % du corps électoral), il ne parvient à élire aucun député.
Sur les 12 sièges additionnels, 11 sont allés au Parti national et un seul au Parti progressiste fédéral. Au total, le Parti national se retrouve avec une majorité confortable de 142 sièges contre 27 au Parti progressiste fédéral et 8 au Parti de la Nouvelle République.

### Liste des députés élus pour la18elégislature(1981-1987)
| Circonscription électorale | Province | Nom                                            | Parti                    |
| -------------------------- | -------- | ---------------------------------------------- | ------------------------ |
| Albany                     | CP       | Errol Knott Moorcroft (né en 1940)             | PFP                      |
| Alberton                   | Tvl      | Christiaan Johannes Ligthelm                   | NP                       |
| Algoa                      | CP       | James W. Kleynhans                             | NP                       |
| Aliwal                     | CP       | Johan Wessel Greeff,                           | NP                       |
| Amanzimtoti                | Nat      | George Bartlett                                | New Republic Party (NRP) |
| Barberton                  | Tvl      | Casper Uys                                     | NP                       |
| Beaufort West              | CP       | Dirk J. Poggenpoel                             | NP                       |
| Bellville                  | CP       | Andre Tjaart van der Walt                      | NP                       |
| Benoni                     | Tvl      | Christopher R.E. Rencken (1937-2001)           | NP                       |
| Berea                      | Nat      | Ray Albert Francis Swart (1928-2020)           | PFP                      |
| Bethal                     | Tvl      | Jacob Johannes Greyling Wentzel                | NP                       |
| Bethlehem                  | OFS      | Cornelis van der Merwe                         | NP                       |
| Bezuidenhout               | Tvl      | Reuben Sive (1913-1994)                        | PFP                      |
| Bloemfontein East          | OFS      | Louis Van der Walt                             | NP                       |
| Bloemfontein North         | OFS      | Gert Pretorius Delarose Terblanche             | NP                       |
| Bloemfontein West          | OFS      | Kobie Coetsee                                  | NP                       |
| Boksburg                   | Tvl      | Johannes Petrus Isak Sakkie Blanché            | NP                       |
| Brakpan                    | Tvl      | Francois Jacobus Frank Le Roux                 | NP                       |
| Brentwood                  | Tvl      | Johan G. Van Zyl                               | NP                       |
| Brits                      | Tvl      | Johannes Petrus Grobler                        | NP                       |
| Bryanston                  | Tvl      | Horace van Rensburg                            | PFP                      |
| Caledon                    | CP       | Lampie H. Fick                                 | NP                       |
| Cape Town Gardens          | CP       | Ken Andrew                                     | PFP                      |
| Carletonville              | Tvl      | Willie Landman                                 | NP                       |
| Ceres                      | CP       | Pietman B.B. Hugo                              | NP                       |
| Claremont                  | CP       | Frederik van Zyl Slabbert                      | PFP                      |
| Constantia                 | CP       | Roger Rex Hulley (1945-1996)                   | PFP                      |
| Cradock                    | CP       | G.de V. Morrison                               | NP                       |
| De Aar                     | CP       | R. Ferdinand Van Heerden                       | NP                       |
| De Kuilen                  | CP       | Daniel Myburgh Streicher (1928-2005)           | NP                       |
| Delmas                     | Tvl      | Hendrik Schoeman                               | NP                       |
| Durban Central             | Nat      | P. Andrew Pyper                                | NRP                      |
| Durban North               | Nat      | Ronald Baikie Miller                           | NRP                      |
| Durban Point               | Nat      | Vause Raw                                      | NRP                      |
| Durbanville                | CP       | Lourens Munnik                                 | NP                       |
| East London City           | CP       | Peet De Pontes                                 | NP                       |
| East London North          | CP       | Hendrik S. Coetzer                             | NP                       |
| Edenvale                   | Tvl      | Brian Bradford Goodall                         | PFP                      |
| Ermelo                     | Tvl      | Hendrik J. Tempel                              | NP                       |
| False Bay                  | CP       | J.T. Albertyn                                  | NP                       |
| Fauresmith                 | OFS      | P.J.S. Flip Olivier                            | NP                       |
| Florida                    | Tvl      | Barend du Plessis                              | NP                       |
| Geduld                     | Tvl      | Sam de Beer                                    | NP                       |
| George                     | CP       | Pieter Willem Botha                            | NP                       |
| Germiston                  | Tvl      | D.S. Van Eeden                                 | NP                       |
| Germiston District         | Tvl      | Bessie Scholtz                                 | NP                       |
| Gezina                     | Tvl      | Karel D. Swanepoel                             | NP                       |
| Gordonia                   | CP       | J.A. Van Wyk                                   | NP                       |
| Graaff-Reinet              | CP       | Sarel Hayward                                  | NP                       |
| Green Point                | CP       | Stephanus Sebastiaan Van der Merwe (1947-1991) | PFP                      |
| Greytown                   | Nat      | Pierre Carel Cronjé                            | PFP                      |
| Groote Schuur              | CP       | Brian Reginald Bamford                         | PFP                      |
| Heilbron                   | OFS      | Andries Jacobus Wilhelmus Pretorius Terblanche | NP                       |
| Helderberg                 | CP       | Chris Heunis                                   | NP                       |
| Helderkruin                | Tvl      | C.J. Van der Merwe                             | NP                       |
| Hercules                   | Tvl      | Lucas Marthinus Janse Van Vuuren               | NP                       |
| Hillbrow                   | Tvl      | Alfred Bernard Widman (1921-2013)              | PFP                      |
| Houghton                   | Tvl      | Helen Suzman                                   | PFP                      |
| Humansdorp                 | CP       | W. Dempers Meyer                               | NP                       |
| Innesdal                   | Tvl      | Albert Nothnagel                               | NP                       |
| Jeppe                      | Tvl      | Jacobus Hercules Van der Merwe                 | NP                       |
| Johannesbourg North        | Tvl      | Jacobus Francois Marais                        | PFP                      |
| Johannesbourg West         | Tvl      | Roelf Meyer                                    | NP                       |
| Kempton Park               | Tvl      | Gert Cornelius du Plessis                      | NP                       |
| Kimberley North            | CP       | A.M.van A. De Jager                            | NP                       |
| Kimberley South            | CP       | Johannes Jacobus Niemann                       | NP                       |
| King William's Town        | CP       | Pat R.C. Rogers                                | NRP                      |
| Klerksdorp                 | Tvl      | A.A. Venter                                    | NP                       |
| Klip River                 | Nat      | Valentin Albert Volker                         | NP                       |
| Koedoespoort               | Tvl      | Frans A.H. Van Staden                          | NP                       |
| Kroonstad                  | OFS      | W.N. Breytenbach                               | NP                       |
| Krugersdorp                | Tvl      | Leon Wessels                                   | NP                       |
| Kuruman                    | CP       | Jan Hendrik Hoon                               | NP                       |
| Ladybrand                  | OFS      | Jan Christoffel Van den Berg                   | NP                       |
| Langlaagte                 | Tvl      | Salmon Petrus Barnard                          | NP                       |
| Lichtenburg                | Tvl      | Ferdinand Hartzenberg                          | NP                       |
| Losberg                    | Tvl      | Abraham P. Wright                              | NP                       |
| Lydenburg                  | Tvl      | Pietie du Plessis                              | NP                       |
| Maitland                   | CP       | Kent Durr                                      | NP                       |
| Malmesbury                 | CP       | Gert Kotzé                                     | NP                       |
| Maraisburg                 | Tvl      | Pieter H. Pretorius                            | NP                       |
| Meyerton                   | Tvl      | Willem Lodewickus Van der Merwe                | NP                       |
| Middelburg                 | Tvl      | Nicolaas Willem Ligthelm                       | NP                       |
| Modderfontein              | Tvl      | Magnus Malan                                   | NP                       |
| Mooi River                 | Nat      | Ralph William Hardingham (1922-2002)           | NRP                      |
| Mossel Bay                 | CP       | H.M.J. Van Rensburg                            | NP                       |
| Namaqualand                | CP       | Eli Louw                                       | NP                       |
| Nelspruit                  | Tvl      | P.L. Maré                                      | NP                       |
| Newcastle                  | Nat      | Willem J. Schoeman                             | NP                       |
| Newton Park                | CP       | Willem Hendrik Delport                         | NP                       |
| Nigel                      | Tvl      | J. Hannes Visagie                              | NP                       |
| North Rand                 | Tvl      | J.C.B. Schoeman                                | NP                       |
| Oudtshoorn                 | CP       | P.J. Badenhorst                                | NP                       |
| Overvaal                   | Tvl      | George C. Ballot                               | NP                       |
| Paarl                      | CP       | Jacobus W.H. Meiring                           | NP                       |
| Parktown                   | Tvl      | Marius Stephanus Barnard (1927-2014)           | PFP                      |
| Parow                      | CP       | Stephanus Francois Kotzé                       | NP                       |
| Parys                      | OFS      | Willie D. Kotzé                                | NP                       |
| Pietermaritzburg North     | Nat      | G.B.D. McIntosch                               | PFP                      |
| Pietermaritzburg South     | Nat      | Michael Mike Tarr                              | PFP                      |
| Pietersburg                | Tvl      | Willem Jacobus Willie Snyman                   | NP                       |
| Piketberg                  | CP       | D.A. Kotzé                                     | NP                       |
| Pinelands                  | CP       | Alex Boraine                                   | PFP                      |
| Pinetown                   | Nat      | Harry Pitman                                   | PFP                      |
| Port Elizabeth Central     | CP       | Douglas John Norton Malcomess (1931-2003)      | PFP                      |
| Port Elizabeth North       | CP       | Gert Johannes Van der Linde                    | NP                       |
| Port Natal                 | Nat      | Piet Cronjé                                    | NP                       |
| Potchefstroom              | Tvl      | Louis Le Grange                                | NP                       |
| Potgietersrus              | Tvl      | Sampie G.A. Golden                             | NP                       |
| Pretoria Central           | Tvl      | Daniel Jacobus Louis Nel                       | NP                       |
| Pretoria East              | Tvl      | Theo G. Alant                                  | NP                       |
| Pretoria West              | Tvl      | Zacharias Petrus Le Roux                       | NP                       |
| Prieska                    | CP       | Kraai van Niekerk                              | NP                       |
| Primrose                   | Tvl      | Piet Koornhof                                  | NP                       |
| Queenstown                 | CP       | M.H. Louw                                      | NP                       |
| Randburg                   | Tvl      | Wynand Malan                                   | NP                       |
| Randfontein                | Tvl      | Boy L. Geldenhuys                              | NP                       |
| Rissik                     | Tvl      | H.D.K. Van der Merwe                           | NP                       |
| Roodeplaat                 | Tvl      | J.J. Lloyd                                     | NP                       |
| Roodepoort                 | Tvl      | Willem Jacobus Cuyler                          | NP                       |
| Rosettenville              | Tvl      | H.M.J. Van Rensburg                            | NP                       |
| Rustenburg                 | Tvl      | Michael Veldman                                | NP                       |
| Sandton                    | Tvl      | D.J. Dalling                                   | PFP                      |
| Sasolburg                  | OFS      | Johannes Hendrik Bruwer Ungerer                | NP                       |
| Schweizer-Reneke           | Tvl      | Willem Adriaan Lemmer                          | NP                       |
| Sea Point                  | CP       | Colin Eglin                                    | PFP                      |
| Simon's Town               | CP       | John Wiley                                     | NP                       |
| Smithfield                 | OFS      | Charles H.W. Simkin                            | NP                       |
| South Coast                | Nat      | Aubrey Gordon Thompson                         | NRP                      |
| Soutpansberg               | Tvl      | Fanie Botha                                    | NP                       |
| Springs                    | Tvl      | G.J. Van der Merwe                             | NP                       |
| Standerton                 | Tvl      | Willa J. Hefer                                 | NP                       |
| Stellenbosch               | CP       | Hennie Smit                                    | NP                       |
| Stilfontein                | Tvl      | James H. Cunningham                            | NP                       |
| Sundays River              | CP       | Frans D. Conradie                              | NP                       |
| Sunnyside                  | Tvl      | Jan Johannes Benjamin Van Zyl                  | NP                       |
| Swellendam                 | CP       | Allan Geldenhuys                               | NP                       |
| Turffontein                | Tvl      | André Fourie                                   | NP                       |
| Tygervallei                | CP       | Alexander Van Breda                            | NP                       |
| Uitenhage                  | CP       | David Eduard Terblanche Le Roux (-2013)        | NP                       |
| Umbilo                     | Nat      | Derrick Wilfred Watterson (1921-2003)          | NRP                      |
| Umfolozi                   | Nat      | Willem Johannes Heine                          | NP                       |
| Umhlanga                   | Nat      | Brian William Page                             | NRP                      |
| Umhlatuzana                | Nat      | Nico J. Pretorius                              | NP                       |
| Umlazi                     | Nat      | C.J.van R. Botha                               | NP                       |
| Vanderbijlpark             | Tvl      | Gerrit Viljoen                                 | NP                       |
| Vasco                      | CP       | Johann Hendrik Heyns                           | NP                       |
| Ventersdorp                | Tvl      | Benjamin Hugh Wilkens                          | NP                       |
| Vereeniging                | Tvl      | Frederik de Klerk                              | NP                       |
| Verwoerdburg               | Tvl      | Adriaan Vlok                                   | NP                       |
| Virginia                   | OFS      | P.J. Clase                                     | NP                       |
| Vryburg                    | CP       | Johannes Petrus Du Toit                        | NP                       |
| Vryheid                    | Nat      | Jurie Hendrik Wynand Mentz (1925-2006)         | NP                       |
| Walmer                     | CP       | Andrew Savage                                  | PFP                      |
| Waterberg                  | Tvl      | Andries Treurnicht                             | NP                       |
| Waterkloof                 | Tvl      | Tom Langley (1933-2018)                        | NP                       |
| Welkom                     | OFS      | Amy Weeber                                     | NP                       |
| Wellington                 | CP       | Giel J. Malherbe                               | NP                       |
| Westdene                   | Tvl      | Pik Botha                                      | NP                       |
| Winburg                    | OFS      | Daantjie B. Scott                              | NP                       |
| Witbank                    | Tvl      | A.F. Fouché                                    | NP                       |
| Wonderboom                 | Tvl      | Daniel Steyn                                   | NP                       |
| Worcester                  | CP       | Johannes Rabie                                 | NP                       |
| Wynberg                    | CP       | Philip Albert Myburgh                          | PFP                      |
| Yeoville                   | Tvl      | Harry Schwarz                                  | PFP                      |